# 斉藤貢
斉藤 貢（さいとう みつぐ、1970年4月26日 - ）は、埼玉県所沢市出身の元プロ野球選手（投手）。右投右打。1996年の登録名は「ミツグ」。

## 経歴
所沢商業高校卒業後、明治大学に進学するも半年で中退。警備員等約20種類のアルバイトを経てプリンスホテルに入社。1992年の日本選手権では初戦先発で勝利、2回戦では先発・武藤潤一郎の後に3回無失点を抑えて逆転勝利を呼び込むなど準優勝に貢献。1994年の東京スポニチ大会で優秀選手、同年の都市対抗野球には東芝府中の補強選手としてベスト8に貢献。同年秋の日本選手権では初戦から2試合連続完投勝利して、準々決勝では9回途中から登板したが逆転サヨナラ負け。1994年のプロ野球ドラフト会議にて福岡ダイエーホークスから2位指名され入団した。当時の正捕手だった吉永幸一郎は「ミツグが10勝できなかったら、それはキャッチャーが悪い」とコメントしていた。
入団当初は即戦力として期待度が高く、新人年の1995年の開幕直後に先発ローテーションの一員となりこの年のパ・リーグ新人投手1番乗りで完封勝利を記録した。その後は先発と中継ぎの両方で起用され、2勝（6敗）を挙げた。
1996年に、斉藤和巳が入団して斉藤姓の投手が3人になったことや前年に斉藤学と混同されて登板が告げられたことがあったため、登録名を「ミツグ」に変更するが、登板機会が減少。「相手に勝ち星を『貢ぐ』という意味につながり、ゲンが悪い」という理由により、僅か1年で再び本名に戻した。同年はウエスタンでリーグ新となる23セーブポイントを記録した。
1997年は一時抑えを務めるなど自己最多の32試合に登板するが、1998年にプロ野球脱税事件に関与していたことが判明し、出場停止処分を受けた。それ以降、登板機会は激減する。2000年に二軍で11勝を挙げ最多勝と防御率1位の2冠となったが一軍での登板がなく、同年オフに球団から戦力外通告される。日本ハムファイターズの入団テストに合格し、2001年からプレーするが、一軍では結果を残せず、二軍でも防御率7点台と低迷したため再び戦力外となり現役引退。引退後もチームに残り、2002年から2010年まで打撃投手を務めた。2011年に東北楽天ゴールデンイーグルスへ移り、2013年まで打撃投手、2014年からは楽天イーグルスベースボールスクールのコーチと楽天戦を中心に解説者を務めている。
現在は、江東リトルシニアの総監督を務めている。

## 詳細情報

### 年度別投手成績
| 年 度     | 球 団     | 登 板 | 先 発 | 完 投 | 完 封 | 無 四 球 | 勝 利 | 敗 戦 | セ 丨 ブ | ホ 丨 ル ド | 勝 率 | 打 者 | 投 球 回 | 被 安 打 | 被 本 塁 打 | 与 四 球 | 敬 遠 | 与 死 球 | 奪 三 振 | 暴 投 | ボ 丨 ク | 失 点 | 自 責 点 | 防 御 率 | W H I P |
| --------- | --------- | ----- | ----- | ----- | ----- | -------- | ----- | ----- | -------- | ----------- | ----- | ----- | -------- | -------- | ----------- | -------- | ----- | -------- | -------- | ----- | -------- | ----- | -------- | -------- | ------- |
| 1995      | ダイエー  | 27    | 8     | 1     | 1     | 0        | 2     | 6     | 0        | --          | .250  | 380   | 88.0     | 94       | 10          | 41       | 0     | 3        | 45       | 0     | 0        | 50    | 48       | 4.91     | 1.53    |
| 1996      | ダイエー  | 13    | 0     | 0     | 0     | 0        | 0     | 0     | 0        | --          | ----  | 64    | 13.2     | 21       | 2           | 4        | 0     | 0        | 8        | 0     | 0        | 10    | 9        | 5.93     | 1.83    |
| 1997      | ダイエー  | 32    | 0     | 0     | 0     | 0        | 0     | 2     | 4        | --          | .000  | 122   | 28.0     | 25       | 2           | 12       | 2     | 0        | 23       | 0     | 0        | 13    | 12       | 3.86     | 1.32    |
| 1998      | ダイエー  | 8     | 0     | 0     | 0     | 0        | 1     | 0     | 0        | --          | 1.000 | 65    | 14.2     | 19       | 1           | 5        | 2     | 0        | 5        | 1     | 0        | 9     | 9        | 5.52     | 1.64    |
| 1999      | ダイエー  | 5     | 0     | 0     | 0     | 0        | 0     | 1     | 0        | --          | .000  | 39    | 6.0      | 19       | 0           | 4        | 0     | 0        | 4        | 0     | 0        | 12    | 12       | 18.00    | 3.83    |
| 2001      | 日本ハム  | 14    | 0     | 0     | 0     | 0        | 0     | 2     | 0        | --          | .000  | 78    | 16.2     | 19       | 3           | 9        | 1     | 1        | 8        | 0     | 0        | 12    | 11       | 5.94     | 1.68    |
| 通算：6年 | 通算：6年 | 99    | 8     | 1     | 1     | 0        | 3     | 11    | 4        | --          | .214  | 748   | 167.0    | 197      | 18          | 75       | 5     | 4        | 93       | 1     | 0        | 106   | 101      | 5.44     | 1.63    |

### 背番号
- 12 （1995年 - 2000年）
- 49 （2001年）
- 97 （2002年 - 2006年）
- 107 （2011年 - 2013年）

### 登録名
- 斉藤 貢 （さいとう みつぐ、1995年、1997年 - 2000年）
- ミツグ （1996年）